# 劉孚
劉孚（1395年—？），字誠之，江西吉安府泰和縣人，民籍。明朝政治人物。進士出身。

## 生平
江西鄉試第三十七名。正統四年（1439年）己未科會試第十二名，殿試登進士第二甲第四名，除行在刑科給事中，陞廣東僉事。

## 家族
曾祖劉宗文。祖父劉泰民。父亲劉象賢。